# Tetanocera vicina
Tetanocera vicina är en tvåvingeart som beskrevs av Macquart 1843. Tetanocera vicina ingår i släktet Tetanocera och familjen kärrflugor. Inga underarter finns listade i Catalogue of Life.